# Amstertal
Amstertal ist eine Wüstung in der Gemarkung Bremthal der Gemeinde Eppstein.
Die Hofwüstung lag im Osten der Bremthaler Gemarkung, zwischen Neuburg und Burgfrieden etwa 2 km nordwestlich von Eppstein auf der rechten Seite des Daisbachs. Folgende Namensformen sind überliefert:
- Ameselndail (um 1280–85)[1]
- Amisindal (um 1300)[2]
- Amßelntail (um 1470)

Amstertal gehörte ab dem 12. Jahrhundert zum Amt Eppstein. Gerichtlich war es dem Landgericht Hof Häusel nachgeordnet.

## Grundherrschaft und Grundbesitzer
Urkundlich sind einige Besitzverhältnisse von Amstertal dokumentiert. Um 1280–85 gehörte den Herren von Eppstein ein Hof in Amstertal. Um 1470 erhielten sie noch Zinsen aus den dortigen Äckern und Wiesen. Im Jahr 1492 wurde der Wald bei Amstertal an die Landgrafschaft Hessen verkauft.